# Tamparan
Tamparan ist eine philippinische Stadtgemeinde in der Provinz Lanao del Sur. Sie hat 25.874 Einwohner (Zensus 1. August 2015).

## Baranggays
Tamparan ist politisch in 44 Baranggays unterteilt.
| - Bocalan - Bangon - Cabasaran - Dilausan - Lalabuan - Lilod Tamparan - Lindongan - Linuk - Occidental Linuk - Linuk Oriental - Lumbaca Ingud - Lumbacaingud South - Lumbaca Lilod - Balutmadiar - Mala-abangon | - Maliwanag - Maidan Linuk - Miondas - New Lumbacaingud - Pimbago-Pagalongan - Pagayawan - Picarabawan - Poblacion I - Poblacion II - Poblacion III - Poblacion IV - Raya Niondas - Raya Buadi Barao - Raya Tamparan - Salongabanding | - Saminunggay - Talub - Tatayawan North - Tatayawan South - Tubok - Beruar - Dasomalong - Ginaopan - Lumbac - Minanga - Lilod Tubok - Mariatao Datu - Pagalamatan Linuk - Pindolonan Mariatao Sarip |

## Persönlichkeiten
- Mamintal Tamano (1928–1994), Politiker